# Ivana Loudová
Ivana Loudová (* 8. März 1941 in Chlumec nad Cidlinou in Mähren; † 25. Juli 2017 in Prag) war eine tschechische Komponistin.

## Leben
Loudová bekam ab dem achten Lebensjahr Violinunterricht. Sie studierte von 1958 bis 1961 am Konservatorium in Prag bei Miloslav Kabeláč und anschließend an der Musikakademie bei Emil Hlobil. Sie setzte ihre Ausbildung bei Olivier Messiaen und André Jolivet am Conservatoire de Paris und bei Pierre Schaeffer am Centre Bourdan für experimentelle Musik des ORTF fort. 
Seit 1972 lebte sie als freie Komponistin. Ab 1992 unterrichtete sie an der Akademie der Künste in Prag, wo sie seit 2006 Professorin für Komposition war. Sie komponierte mehr als einhundert Werke, die vielfach bei Musikfestivals ausgezeichnet wurden. 1993 erhielt sie für ihr kompositorisches Werk den Heidelberger Künstlerinnenpreis.

## Werke
- Suita für Flöte (1959)
- 1. Sinfonie, (1964)
- 1. Streichquartett (1964)
- 2. Sinfonie (1965)
- Rhapsody in Black, Ballettmusik, (1966)
- Stabat mater (1966)
- Pet studií für Trompete (1969)
- Gnómai, Trio für Sopran, Flöte und Harfe (1970)
- Hymnus für Blechbläser und Schlagzeug (1972)
- Sólo pro krále Davida für Harfe (1972)
- Chorál pro orchestr (1973)
- Agamemnón. Suita für Perkussion (1973)
- Koncert für Schlagzeug, Orgel und Bläser (1974)
- Hukvaldská suita für Streichquartett (der Erinnerung an Leoš Janáček gewidmet) (1974)
- Partita für Flöte, Cembalo und Streicher (1975)
- Magic concerto für Xylophon, Marimba, Vibraphon und sinfonisches Blasorchester (1976)
- Aulos für Bassklarinette (1976)
- 2. Streichquartett (in Erinnerung an Bedřich Smetana) (1976)
- Malá vánocní kantáta (Kleine Weihnachtskantate, 1977)
- Dramatic concerto für Schlagzeug solo und Bläser (1979)
- Kyticka pro Emanuela für Kammer-Jazzensemble (1981)
- Tango music for piano (1984)
- Monumento per organo solo (1984)
- Spící krajina für zehn Blechbläser und Schlagzeug (1985)
- Zárivý hlas, Konzert für Englischhorn, Holzbläser und Perkussion (1986)
- Dvojkoncert für Violine, Schlagzeug und Streicher (1989)
- Sen Dona Giovanniho, Fantasie pro Holzbläseroktett (1989)
- Planeta ptáku I., II., III. Meditace pro elektroakustickou stopu (in Erinnerung an Olivier Messiaen) (1998–2009)
- Sonata angelica für Posaune und Klavier (1999)
- 3. Streichquartett „Renaissance“ (2001)
- Canto solitario für Violine solo (2003)
- Concerto pompeiano für Klarinette und Kammerorchester (2004)
- Hlasy pošte für zwei Perkussionsmusiker (2004)
- Duo fluido für Flöte und Schlagzeug (2004)
- Sinfonia numerica (2006)
- Setkání s láskou, drei Männerchöre nach italienischen Renissancegedichten
- Kurošio, dramatisches Fresko für Sopran und gemischten Chor
- Dva hlasy für gemischten Chor a cappella nach Texten von Karel Hlaváček
- Živote, postuj Männerchor a cappella nach František Hrubín
- Mudrosloví, Kantate für Vokalquartett, Kinderchor, Flöte und Schlagzeug
- Ad celestem harmoniam (zum 900. Geburtstag von Hildegard von Bingen) für neun Celli und Stimme
- Malý princ, Kinderkantate nach Antoine de Saint-Exupéry
- Zpevy o ruži, vier Kinderchöre